# غوستافا يوهانا ستينبرج
غوستافا يوهانا ستينبرج (1776-1819) ، فنانة سويدية .
ابنة كل من الوزير يوهان فريدريك ستينبورغ وهينريكا هيلمان. كانت ستينبورغ فنانة نسيج ( التطريز ). كانت طالبة في الأكاديمية الملكية السويدية للفنون عندما شاركت في معرضها الفني عام 1790 بعمل من الساتين الأبيض، وحصلت على جائزة الذاكرة من الأكاديمية الملكية. كانت متزوجة من مالك العقار هنريك فيلهلم هاهر، الابن. في عام 1793 ، وبعده لكاتب العقارات بير أوتو يوكربيرغ في عام 1815.